# Charles Augustus FitzRoy

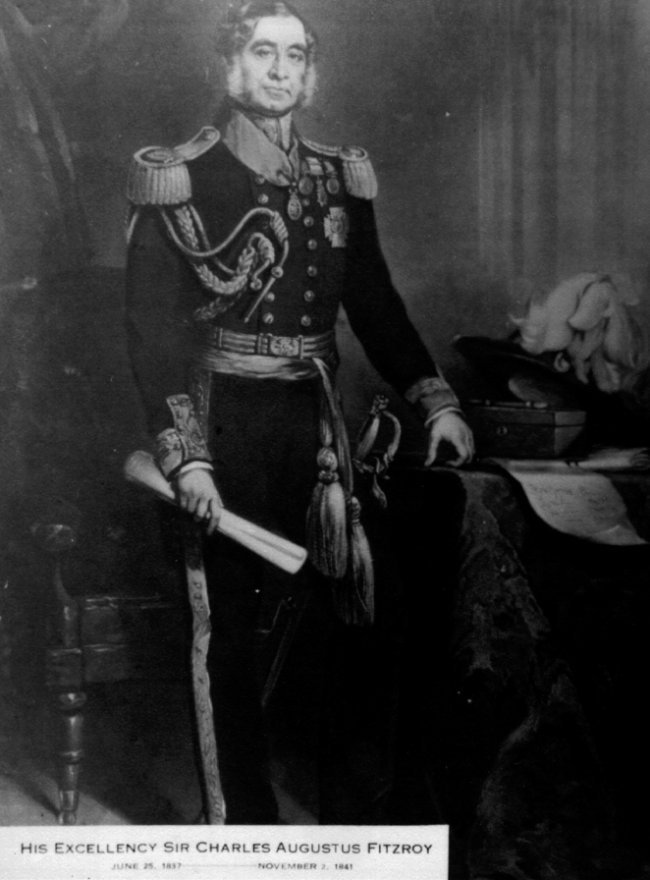
Sir Charles Augustus FitzRoy

Sir Charles Augustus FitzRoy KCB KH Kt (* 10. Juni 1796 in Derbyshire; † 16. Februar 1858 in London) war ein britischer Militäroffizier, Politiker und Adliger, der im 19. Jahrhundert in verschiedenen britischen Kolonien als Gouverneur wirkte.

## Herkunft und Ausbildung
Charles Augustus FitzRoy war der Sohn des Generals Lord Charles FitzRoy (1764–1829) und Frances Mundy. Sein Großvater Augustus FitzRoy, 3. Duke of Grafton, war von 1768 bis 1770 britischer Premierminister.
Charles’ Halbbruder Robert FitzRoy wurde ein entdeckungsreisender Meteorologe, Kapitän der Beagle und später britischer Generalgouverneur von Neuseeland.
Charles FitzRoy besuchte die Harrow School in London, bevor er im Alter von 16 Jahren in das British-Army-Regiment der Royal Horse Guards eintrat. Kurz nach seinem 19. Geburtstag nahm sein Regiment an der Schlacht von Waterloo teil, in der er verwundet wurde. 1818 reiste er mit Charles Lennox, 4. Duke of Richmond, nach Niederkanada. Kurz nach seiner Beförderung zum Captain heiratete er am 11. März 1820 Lady Mary Lennox, die Tochter des Duke of Richmond. 1825 bekleidete er den Rang eines Lieutenant-Colonel und wurde zum stellvertretenden Adjutant General der Kapkolonie ernannt, heute Teil von Südafrika. Von 1831 bis 1832 gehörte er als Abgeordneter der Whigs für das Borough Bury St Edmunds dem House of Commons an.

## Gouverneur auf Prince Edward Island und den Leeward Islands
Charles wurde am 31. März 1837 zum elften Gouverneur der Prince Edward Island an der Küste von Kanada ernannt und wenige Tage später zum Knight Bachelor und zum Ritter des Guelphen-Ordens geschlagen. 1841 kehrte er nach England zurück. Kurz darauf wurde er bis 1845 Gouverneur auf den Leeward Islands in den Antillen.

## Gouverneur in New South Wales
1845 wurde Sir Charles von Edward Smith-Stanley, 14. Earl of Derby zum zehnten Gouverneur der britischen Kolonie New South Wales in Australien ernannt. FitzRoy löste Sir George Gipps als Gouverneur ab, der sich durch strenge Regeln bei vielen in der Kolonie unbeliebt gemacht hatte. Es war typisch für FitzRoy, dass er bereits vor seiner Ankunft diese Regelungen lockerte. FitzRoy, seine Frau und sein Sohn George erreichten am 2. August 1846 die Kolonie an Bord der HMS Carysfort. Später holte seine Frau die weiteren Kinder nach.
Kurz nach seiner Ankunft wurde er gebeten, seinen Einfluss dafür einzusetzen, dass der gesetzlich festgelegte Einfuhrzoll von 15 % auf Wirtschaftsgüter aus New South Wales nach Tasmanien fällt.
FitzRoy prüfte die Zweckmäßigkeit der Weisungen der britischen Regierungen, bevor er zustimmte und sie an die lokale Legislative weitergab. In der lang anhaltenden Diskussion über die Ausgliederung des historischen Port Phillip District hielt sich FitzRoy zurück und favorisierte ein Zweikammersystem als neue politische Verfassung. Die Notwendigkeit der Vereinigung der unterschiedlichen Kolonien wurde erkannt und eine Stufe auf diesem Weg 1850 erklommen, als FitzRoy 1850 zum Generalgouverneur der australischen Kolonien ernannt wurde. Während seiner Gouverneurschaft wurden große Fortschritte zur Reduzierung der Sträflingstransporte nach New South Wales gemacht, die Universität Sydney gegründet, die Münzprägeanstalten und die Verantwortung von Regierungsentscheidungen eingeführt.
1847 diente FitzRoy als Gouverneur der kurzlebigen Kolonie North Australia, obwohl sein Vizegouverneur George Barney die Hauptverantwortung für die Etablierung der neuen Kolonie unter der Führung von FitzRoy wahrnahm.
Nachdem er 16 Monate in der Kolonie war, starb seine Frau am 7. Dezember 1847 bei einem Unfall mit einer Kutsche. Aus Verzweiflung trat er zurück und wollte nach England zurückkehren, aber seine Finanzen erlaubten ihm das nicht.
1851 wurde die Stadt Grafton in New South Wales nach seinem Großvater Augustus FitzRoy, 3. Duke of Grafton benannt.
Sir Charles blieb in New South Wales acht Jahre lang, in denen sich die dortigen britischen Kolonien bis zu ihren ersten Schritten hin auf dem Weg zum australischen Staat entwickelten. 1853 wurde FitzRoy zum Gouverneur von Van-Diemens-Land, South Australia und Victoria ernannt – ein bedeutender vorföderaler Generalgouverneur von Australien mit weitreichender Kraft, um in interkoloniale Diskussionen einzugreifen.
Am 12. Juni 1854 wurde er als Knight Commander in den Order of the Bath aufgenommen.

## Letzte Jahre und Tod
Am 28. Januar 1855 verließ er Australien und ging nach England zurück. Am 11. September fiel sein Sohn Augustus im Krimkrieg, ein Captain im Royal Regiment of Artillery. Am 11. Dezember 1855 heiratete er Margaret Gordon, die Witwe eines Immobilienmaklers aus Melbourne.

## Namensgebungen
Der Fitzroy River wurde 1853 nach ihm benannt. Ferner führt der Stadtteil Fitzroy von Melbourne seinen Namen. Die Grundsteinlegung des nach ihm benannten Fitzroy-Trockendocks auf Cockatoo Island bei Sydney fand am 5. Juni 1854 durch Charles Augustus FitzRoy statt.
FitzRoy benannte den Mary River nach seiner Frau Mary Lennox.